# Ricardo Güiraldes

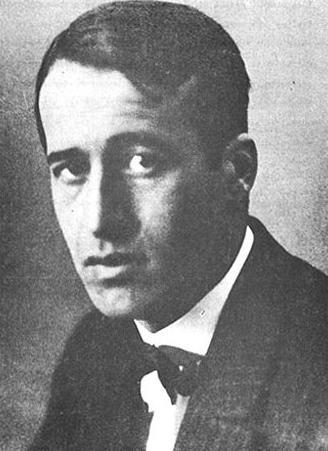
Ricardo Güiraldes.

Ricardo Güiraldes född 13 februari 1886 i Buenos Aires, död 8 oktober 1927 i Paris, var en argentinsk författare.